# Вальес, Адриан (легкоатлет)
Адриан Вальес Иньярреа (исп. Adrián Vallés Iñarrea; род. 16 марта 1995, Памплона) — испанский легкоатлет, специалист по прыжку с шестом. Выступает за сборную Испании по лёгкой атлетике начиная с 2013 года, двукратный бронзовый призёр молодёжных чемпионатов Европы, победитель испанского национального первенства, участник взрослых европейских и мировых первенств.

## Биография
Адриан Вальес родился 16 марта 1995 года в городе Памплона автономного сообщества Наварра, Испания.
Проходил подготовку в местном спортивном клубе Giulia&Us Pamplona AT под руководством тренера Франсиско Эрнандеса, позже поступил в Университет Цинциннати в США, состоял в университетской легкоатлетической команде «Цинциннати Беаркэтс», выступал на студенческих соревнованиях Американской спортивной конференции.
Впервые заявил о себе в 2012 году, став чемпионом Испании по прыжкам с шестом среди юниоров.
В 2013 году вошёл в состав испанской национальной сборной и выступил на юниорском чемпионате Европы в Италии, где занял в своей дисциплине 19 место.
В 2014 году на чемпионате мира среди юниоров в США показал в прыжке с шестом семнадцатый результат.
В 2015 году установил личные рекорды на открытом воздухе и в помещении, преодолев планки на 5,65 метра и 5,47 метра соответственно. Побывал на молодёжном европейском первенстве в Таллине, откуда привёз награду бронзового достоинства — уступил только словенцу Роберту Реннеру и россиянину Леониду Кобелеву. Впервые выступил на взрослом чемпионате мира в Пекине, но не сумел преодолеть здесь квалификационный этап.
На чемпионате Европы 2016 года в Амстердаме занял в прыжках с шестом итоговое одиннадцатое место.
В 2017 году на молодёжном европейском первенстве в Быдгоще вновь стал бронзовым призёром — на этот раз его обошли бельгиец Бен Брудерс и француз Аксель Шапель. Благодаря череде удачных выступлений удостоился права защищать честь страны на чемпионате мира в Лондоне, где впоследствии показал шестнадцатый результат. В этом сезоне также стал чемпионом Испании по прыжкам с шестом и обновил личный рекорд, прыгнув на 5,70 метра.